# Il trono nero
Il trono nero (His Majesty O'Keefe) è un film del 1954 diretto da Byron Haskin.

## Trama
Il capitano David O'Keefe, personaggio storico realmente esistito, viene abbandonato dal suo equipaggio e miracolosamente soccorso dagli indigeni della sperduta isola di Yap, in Micronesia. Una volta ripresosi, scopre che nell'isola cresce un'immensa quantità di noci di cocco, con la quale egli spera di arricchirsi ricavando la costosa copra, ma gli indigeni si oppongono ai suoi piani.
David, non riuscendo a convincerli, si trasferisce a Hong Kong, dove fa amicizia col dentista cinese Sien Tang, che gli offre una nave per ripartire in cerca di fortuna. Ferito dai feroci indigeni delle isole Salomone, viene soccorso a Palau, dove incontra Dalabo, della quale si innamora. Costretto di nuovo a ripartire, David scopre che l'isola Yap è stata conquistata da un pirata; riuscito a sconfiggerlo, diviene re e può finalmente riabbracciare Dalabo.

## Produzione
Il film fu girato alle Figi, all'epoca colonia britannica.